# Euthalia kesava
Euthalia kesava är en fjärilsart som beskrevs av Moore 1859. Euthalia kesava ingår i släktet Euthalia och familjen praktfjärilar. Inga underarter finns listade i Catalogue of Life.